# Spondiloză
Spondiloza (din greaca veche σπόνδυλος spóndylos, „o vertebră”, la plural „vertebre – coloana vertebrală”) este un termen general ce desemnează degenerarea coloanei vertebrale din orice cauză. Într-un sens mai restrâns, se referă la osteoartroza spinală, legată de vârstă și de uzura coloanei vertebrale, care este cea mai frecventă cauză a spondilozei. Procesul degenerativ în osteoartrită afectează în principal vertebrele, foramenul neuronal și articulațiile (sindromul fațetar). Dacă este severă, aceasta poate provoca presiune asupra rădăcinilor nervoase cu tulburări senzoriale sau motorii ulterioare, cum ar fi durerea, parestezii și slăbiciunea musculară la nivelul membrelor.
Atunci când spațiul dintre două vertebre adiacente se îngustează, presiunea exercitată asupra rădăcinilor nervoase emergente din măduva spinării poate duce la radiculopatie (tulburări senzoriale și motorii, cum ar fi dureri severe în gât, umăr, braț, spate sau picior, însoțite de slăbiciune musculară). Mai puțin frecvent, presiunea directă asupra măduvei spinării (de obicei la nivelul coloanei  cervicale) poate duce la mielopatie, caracterizată printr-o slăbiciune generală, disfuncții la nivelul mersului, pierderi de echilibru și pierderea controlului asupra intestinului sau vezicii urinare. Pacientul poate experimenta șocuri (parestezii) la mâini și picioare din cauza compresiei nervilor și a ischemiei. Dacă sunt afectate vertebrele gâtului afecțiunea poartă numele de spondiloză cervical, iar dacă sunt afectate șalele se numește spondiloză lombară.

## Cauze
Spondiloza este cauzată de presiunea constantă produsă timp de mai mulți ani de subluxația comună, de practicarea intensă a sportului sau de postura necorespunzătoare, fiind plasată pe vertebre și pe discurile dintre ele. Presiunea anormală determină organismul să formeze un os nou, în scopul de a compensa noua distribuție a greutății. Această greutate anormală provenind de la deplasarea oaselor determină apariția spondilozei. Pozițiile necorespunzătoare ale corpului și pierderea curbei normale a spinării pot duce la spondiloză. Spondiloza poate afecta o persoană la orice vârstă; cu toate acestea, persoanele în vârstă sunt mai sensibile.

## Diagnostic
Există mai multe tehnici utilizate în diagnosticarea spondilozei, printre care:
- Testul compresiei cervicale, o variantă a testului Spurling, este efectuat prin mișcarea laterală a capului pacientului și creșterea presiunii asupra părții dureroase. Durerile gâtului sau umărului de pe partea ipsilaterală (de exemplu, partea în care este mișcat capul) indică un rezultat pozitiv pentru acest test. Cu toate acestea, trebuie remarcat faptul că un rezultat pozitiv al testului nu înseamnă neapărat că pacientul are spondiloză și, ca atare, este necesară o testare suplimentară.[4]
- Semnul Lhermitte: o senzație de șoc electric la flexia gâtului pacientului[5]
- Gamă redusă de mișcare a gâtului, observată cel mai frecvent la examenul fizic[6]
- investigațiile RMN și CT sunt utile pentru diagnosticarea durerii, dar în general nu sunt definitive și trebuie să fie luate în considerare împreună cu examinări fizice și ale istoriei medicale a pacientului.

## Tratament
Tratamentul are de obicei o natură conservatoare. Educația pacientului privind modificarea stilului de viață, medicamente antiinflamatoare nesteroidiene (NSAID), terapia fizică și îngrijirea osteopatică sunt forme comune de îngrijire care contribuie la ameliorarea durerilor și depășirea bolii. Alte terapii alternative, cum ar fi masajul, terapia Trigger Point, yoga și acupunctura pot avea beneficii limitate. Intervenția chirurgicală este realizată ocazional.
S-a susținut, totuși, că principala cauză a spondilozei este bătrânețea și că tratamentul pentru modificarea posturii este adesea practicat de către cei care au un interes financiar în a dovedi că aceasta este cauzată de condițiile de muncă și de proastele obiceiuri fizice. Înțelegerea anatomiei contribuie la practicarea unei gestionări eficiente a tratamentului spondilozei.